# Viktor Weber von Webenau
Viktor Maria Willibald Weber Edler von Webenau (Lavamünd, 13 novembre 1861 – Innsbruck, 6 maggio 1932) è stato un generale austro-ungarico divenuto poi governatore militare del Montenegro tra il 1916 ed il 1917 nonché capo della commissione d'armistizio dell'esercito austro-ungarico al termine della prima guerra mondiale (armistizio di Villa Giusti).

## Biografia
Viktor Weber von Webenau, nacque al castello di Neuhaus in Carinzia, membro di una nobile famiglia austriaca. Dal lato materno era un fiero discendente dei marchesi Baroni Cavalcabò di Rovereto (Trentino). Da giovane studiò legge.
Entrato in servizio nell'esercito nel 1879 come cadetto ufficiale di fanteria a Liebenau, venne assegnato al 27º battaglione. Il 1º novembre 1880 venne nominato luogotenente e compreso nello staff generale. Il 1º maggio 1911 raggiunse il grado di Maggiore Generale e divenne Comandante della 4ª brigata di montagna.
Il 25 aprile 1914 entrò a far parte della Suprema Corte Militare dell'esercito imperiale, divenendone dal 1º luglio vicepresidente.
Nominato Feldmaresciallo Luogotenente il 1º agosto 1914, l'anno successivo venne assegnato al comando della 47ª divisione di fanteria impegnata nel primo conflitto mondiale. Il 26 febbraio 1916 divenne governatore militare del Montenegro occupato, per poi divenire l'anno successivo comandante del X corpo d'armata con la promozione a generale di fanteria.
Col grado di generale divenne anche comandante di tutte le truppe mobili dei distretti di Vienna, Krakow e Lemberg, per poi divenire dal 1918 comandante del XVIII corpo d'armata passando al VI corpo d'armata in quello stesso anno.
Al termine della prima guerra mondiale, con la sconfitta dell'Austria, egli divenne capo della commissione incaricata di trattare l'armistizio con l'Italia.

## Matrimonio e figli
Viktor Weber Edler von Webenau si sposò due volte. Il primo matrimonio venne celebrato nel 1886 con la nobile Therese Baumgartner, dalla quale nacquero due figli: 
- Guido Weber-Webenau (13 settembre 1887 a Tarvisio - † ?), dottore in filosofia
- Norbert Weber von Webenau (7 luglio 1886 a Tarvisio - † 26 agosto 1914), ucciso in azione in Galizia

Dopo la morte della prima moglie nel 1900, Viktor si risposò nel 1901 con Anna Hebenstreit dalla quale però non nacquero altri eredi.